# Казаринова, Елена Анатольевна
Еле́на Анато́льевна Каза́ринова (9 октября 1960, Красноярск-26, СССР — 14 марта 2013, Москва) — советская и российская актриса театра и кино, эстрады, радиоведущая.

## Биография
Родилась 9 октября 1960 года в городе Красноярск-26 (ныне — Железногорск), где прошло её детство. Училась в музыкальной школе по классу фортепиано.
В 1977—1979 годах училась в Пермском институте культуры (режиссёрский факультет). В 1984 году окончила театральное училище им. Б. В. Щукина (актёрский факультет, курс А. Бурова).
С 1980-х годов — актриса Театра на Таганке, затем играла в Театре-студии под руководством Табакова, в «Современнике-2» и в МХАТ им. А. П. Чехова.
В 1983 году родила дочь Лизу, а четыре года спустя вышла замуж за актёра Игоря Нефёдова. С 1990-х годов сотрудничала с радиостанцией «Эхо Москвы».
В ноябре 2012 года перенесла инсульт. После операционного вмешательства (трепанация черепа) прошла долгий курс реабилитации в Центре патологии речи, где ей удалось восстановить речь. На последних неделях реабилитации её состояние резко ухудшилось. В феврале 2013 года ей диагностировали острый лейкоз. Не имея в своём распоряжении специалистов-гематологов, не будучи окончательно уверенными в диагнозе, врачи Центра патологии речи перевели её в гематологическое отделение Боткинской больницы (Москва).
Скончалась в 6 часов утра 14 марта 2013 года в реанимации Боткинской больницы на 53-м году жизни.
Похоронена на Котляковском кладбище Москвы (уч. 67А) рядом с родителями и мужем Игорем Нефёдовым (1960—1993).

## Творчество

### Роли в театре
Театр на Таганке
- «Блондинка за углом» А. Червинского (реж. Т. Казакова) — Блондинка

Московский театр-студия под руководством Олега Табакова
- «Али-Баба и сорок разбойников» В. Смехова (реж. В. Смехов) — Зейнаб
- «Дыра» А. Галина (реж. А. Галин) — Безбрыжая
- «Вера. Любовь. Надежда» Максимилиана Шелла (реж. М. Шелл) — Мадам Шпи

Театр «Современник-2»:
- «Тень» Е. Шварца — Принцесса
- «Авгиевы конюшни» М. Рощина — Богиня зла Ата
- «Антони» А. Дюма — Графиня

Московский Художественный театр имени А. П. Чехова
- «Иванов» А. П. Чехова (реж. О. Ефремов) — Бабакина
- «Перламутровая Зинаида» М. Рощина (реж. О. Ефремов) — Тина

Частный театр «Улисс»:
- «Лес» А. Н. Островского — Гурмыжская
- «Платонов» А. П. Чехова — Генеральша Войницева

Мастерская драматургов и режиссёров при МХАТ им. А. П. Чехова:
- «Зелёная зона» М. Зуева (реж. С. Шенталинский) — Паша

Театр «Русский Глобус» п/р А. Яцко:
- «Генрих IV» У. Шекспира
- «Ричард II» У. Шекспира

Мюзиклы:
- «Норд-Ост» (постановка Г. Васильева и А. Иващенко) — Нина Капитоновна
- «Весёлые ребята» И. Дунаевского, М. Дунаевского (постановка В. Крамера) — Флора Жозефовна
- «Кабаре» — Фрёлайн Шнайдер
- «Mamma Mia!» — Рози
- «Звуки музыки»

### Роли в кино
- 1985 — Свидание на Млечном пути / Tikšanās uz Piena ceļa — Валя
- 1988 — Щенок — Людмила Юрьевна
- 1988 — Эти… три верные карты…
- 1991 — И возвращается ветер… — Мария
- 2003 — Простые истины - Мария Васильевна, тетя Люси Мазуренко (344-я серия)
- 2001 — Воровка — Ступникова
- 2003 — Москва. Центральный округ — Людмила Осинина
- 2003 — Смеситель — Маргарита Александровна
- 2004 — Лола и Маркиз (серия «Руки вверх, я ваша тётя!») — Мигунец
- 2004 — Полный вперёд!
- 2005 — Виола Тараканова. В мире преступных страстей−2 — Танча вторая
- 2005 — Эшелон — Лариса Ильинична
- 2006 — Большие девочки — Вера
- 2006 — Угон-2
- 2008 — Райские яблочки —
- 2009 — Вернуть на доследование (Висяки 2) — Софочка, хозяйка кафе «Три гуся»
- 2009 — Северный ветер — Людмила
- 2009 — Вторые — Зинаида Степановна
- 2010 — Масквичи
- 2010 — Зоя — мать Федотовой
- 2010 — Екатерина III —
- 2011 — Время счастья-2 — Надя
- 2012 — Жизнь и судьба

### Роли на телевидении
- АБВГДейка (1983—1985) — Аксюта
- Воронины — эпизод
- Саша+Маша (2003—2005) — эпизодические роли (сестра Мордасова, официантка в деревянном ресторане, уборщица в мебельном, женщина в супермаркете)

### Радио
- «Эхо Москвы» — актриса рекламы
- «Арсенал» — «Сусанна и старцы» (утреннее шоу) — ведущая